# Нордијско првенство у фудбалу
Нордијско првенство у фудбалу (дан. Nordisk Mesterskab, фин. Pohjoismaiden-mestaruusturnaus) је било међународно фудбалско такмичење на којем су учествовале мушке фудбалске репрезентације нордијских земаља. На првом турниру одиграном 1924/28., такмичиле су се само Данска, Норвешка и Шведска, али се на другом турниру придружила Финска, а на последњем турниру одиграном 2000/2001 такмичили су се и Исланд и Фарска Острва.

## Историја
Турнир је настао на иницијативу Данске да замени уговор, који је окончан 1919. године, између Данског (ДБУ), Норвешког (НФФ) и Шведског фудбалског савеза (СвФФ) у којем је стајало да репрезентације три савеза играју две годишње утакмице једне против другог. Међутим, идеја је реализована тек четири године касније, када је дански савез прославио 35. годишњицу и када је покренут први турнир. Организовао га је ДБУ и играло се као једна група где су се три тима састала пет пута по укупно десет мечева. ДБУ је такође обезбедио трофеј првог издања, трофеј који је Данска освојила када је турнир завршен 1928.
Други турнир је организовао СвФФ који је прославио 25 година постојања, а овога пута позван је и Фудбалски савез Финске (СПФ). Такође је одлучено да се турнири играју током четири године, при чему ће сваки тим одиграти 12 утакмица, четири против сваке друге екипе, два код куће и два у гостима. Турнир је освојила Норвешка, али је наредних девет турнира, одиграних између 1933. и 1977. године, у потпуности доминирала Шведска која је све освојила. Четврти турнир прекинут је Другим светским ратом и тако се играо једанаест година, од 1937. до 1947. године.
Турнир је стекао популарност након рата и утакмице су биле важне за нордијске репрезентације као припрема за веће турнире као што су Светско првенство и Олимпијске игре. Али турнир је изгубио на значају 1970-их, делимично због повећаног броја мечева против других међународних противника, тако да су последња три турнира одиграна 1970-их и 1980-их варирала по дужини и формату. Последњи меч на турниру 1981-1983, између Шведске и Норвешке, није ни одигран пошто је Данска већ победила. Али меч је ипак одигран тек 1985. године.
У сезони 2000/01 одиграно је једнократно издање турнира на које су позвани Фудбалски савез Исланда и Фудбалски савез Фарских острва. Неки од мечева су одиграни током заједничког тренинг кампа у клубу Ла Манга у Шпанији, а остали су играни код куће, неки у затвореним аренама. Једна утакмица, између Норвешке и Фарских Острва, никада није одиграна. Турнир је по први пут освојила Финска.

## Резиме медаља
| Позиција   | Држава     | Злато | Сребро | Бронза | Укупно |
| ---------- | ---------- | ----- | ------ | ------ | ------ |
| 1          | Шведска    | 9     | 4      | 0      | 13     |
| 2          | Данска     | 3     | 7      | 4      | 14     |
| 3          | Норвешка   | 1     | 2      | 9      | 12     |
| 4          | Финска     | 1     | 0      | 1      | 2      |
| 5          | Исланд     | 0     | 1      | 0      | 1      |
| Укупно (5) | Укупно (5) | 14    | 14     | 14     | 42     |

## Резултати
| Година            | Трофеј          |             | Победник | Другопласирани | Треће место  | Четврто место |
| 1924–28 Детаљније | Jubilæumspokal  | Данска      | Шведска  | Норвешка       | Три учесника |               |
| 1929–32 Детаљније | Guldkrus        | Норвешка    | Шведска  | Данска         | Финска       |               |
| 1933–36 Детаљније | Nordiske Pokal  | Шведска     | Данска   | Норвешка       | Финска       |               |
| 1937–47 Детаљније | Suomen Karhut   | Шведска (2) | Данска   | Норвешка       | Финска       |               |
| 1948–51 Детаљније | DBU's Vase      | Шведска (3) | Данска   | Норвешка       | Финска       |               |
| 1952–55 Детаљније | SvFF:s pokal    | Шведска (4) | Норвешка | Данска         | Финска       |               |
| 1956–59 Детаљније | Eventyr og Lek  | Шведска (5) | Норвешка | Данска         | Финска       |               |
| 1960–63 Детаљније | SPL's Pokal     | Шведска (6) | Данска   | Норвешка       | Финска       |               |
| 1964–67 Детаљније | Fodboldspillere | Шведска (7) | Данска   | Финска         | Норвешка     |               |
| 1968–71 Детаљније | SvFF:s pokal    | Шведска (8) | Данска   | Норвешка       | Финска       |               |
| 1972–77 Детаљније | —               | Шведска (9) | Данска   | Норвешка       | Финска       |               |
| 1978–80 Детаљније | —               | Данска (2)  | Шведска  | Норвешка       | Финска       |               |
| 1981–85 Детаљније | —               | Данска (3)  | Шведска  | Норвешка       | Финска       |               |
| 2000–01 Детаљније | —               | Финска      | Исланд   | Данска         | Норвешка     |               |

## Општа статистика
| Поз | Репрезентација | Уче | Ута | Поб | Нер | Изг | ГД  | ГП  | ГР   | Бод |
| --- | -------------- | --- | --- | --- | --- | --- | --- | --- | ---- | --- |
| 1   | Шведска        | 14  | 147 | 89  | 26  | 32  | 382 | 198 | +184 | 293 |
| 2   | Данска         | 14  | 147 | 75  | 23  | 49  | 323 | 218 | +105 | 248 |
| 3   | Норвешка       | 14  | 145 | 52  | 31  | 62  | 265 | 300 | –35  | 187 |
| 4   | Финска         | 13  | 137 | 21  | 24  | 92  | 150 | 401 | –251 | 66  |
| 5   | Исланд         | 1   | 5   | 3   | 1   | 1   | 7   | 5   | +2   | 10  |
| 6   | Фарска Острва  | 1   | 4   | 0   | 1   | 3   | 2   | 6   | –4   | 1   |

- Подаци на рсссф

## Најбољи стрелци по турниру
| Турнир  | Име                 | Екипа    | Голова |
| ------- | ------------------- | -------- | ------ |
| 1924/28 | Свен Рајдел         | Шведска  | 15     |
| 1929/32 | Јерген Јуве         | Норвешка | 17     |
| 1933/36 | Паули Јергенсен     | Данска   | 8      |
| 1933/36 | Бертил Ериксон      | Шведска  | 8      |
| 1937/47 | Гунар Нордал        | Шведска  | 7      |
| 1948/51 | Егон Јенсен         | Шведска  | 7      |
| 1952/55 | Нилс-Оке Сандел     | Шведска  | 10     |
| 1956/59 | Агне Симонсон       | Шведска  | 7      |
| 1960/63 | Оле Мадсен          | Данска   | 11     |
| 1964/67 | Ерик Дјреборг       | Данска   | 5      |
| 1964/67 | Оле Мадсен (2)      | Данска   | 5      |
| 1964/67 | Том Туресон         | Шведска  | 5      |
| 1968/71 | Од Иверсен          | Норвешка | 6      |
| 1972/77 | Кони Торстенсон     | Шведска  | 4      |
| 1978/80 | Пол Јакобсен        | Норвешка | 4      |
| 1981/85 | 7 различитих играча | Неколико | 2      |
| 2000/01 | Рикардур Дадасон    | Исланд   | 4      |

## Најбољи стрелци укупно
|   | Играч           | Екипа    | Голова |
| - | --------------- | -------- | ------ |
| 1 | Паули Јергенсен | Данска   | 30     |
| 2 | Јерген Јуве     | Норвешка | 20     |
| 3 | Оле Мадсен      | Данска   | 18     |
| 4 | Свен Рајдел     | Шведска  | 17     |